# Lonchorhina inusitata
Lonchorhina inusitata — вид родини листконосові (Phyllostomidae), ссавець ряду лиликоподібні (Vespertilioniformes, seu Chiroptera).

## Середовище проживання
Країни поширення: Бразилія, Французька Гвіана, Суринам, Венесуела. Тісно пов'язаний з гранітними оголеннями та аналогічними скельними утвореннями. Зустрічається в низинних дощових лісах.

## Звички
Споживає антенних комах.

## Загрози та охорона
Збільшення руйнування середовища проживання є проблемою. Зустрічається у ряді природоохоронних територій.